# Шиш, Анна Ивановна
Анна Ивановна Шиш (19 октября 1926 год, село Хитцы, Гадячский район, Полтавская область, УССР, СССР — 23 октября 2010 года, Украина) — колхозница, трактористка колхоза «Знамя коммунизма», Герой Социалистического Труда (1971).

## Биография
Родилась 19 октября 1926 года в крестьянской семье в селе Хитцы Полтавской области. В 1940 году закончила семилетнюю школу. После освобождения Полтавской области закончила в 1944 году курсы трактористов. Работала в колхозе «Зразок життя», потом — в колхозе «Знамя коммунизма» Гадячского района. Неоднократно выполняла ежегодный план по подготовке сельскохозяйственной технике и сбору урожая. За свой труд в сельском хозяйстве была удостоена в 1971 году звания Герой Социалистического Труда.
Избиралась депутатом Полтавского областного совета народных депутатов.
Вышла на пенсию в 1981 году. Скончалась 23 октября 2010 года.

## Награды
- Орден Трудового Красного Знамени (1958);
- Герой Социалистического Труда — указом Президиума Верховного Совета СССР от 8 апреля 1971 года;
- Орден Ленина (1971);
- Орден Октябрьской Революции (1973).